# Паразитологія
Паразитоло́гія (від грец. parasitos — нахлібник, дармоїд і logos — вчення) — наука про паразитичні організми, їх взаємостосунки з організмами, на яких вони паразитують, та довкіллям, структуру й динаміку паразитарних систем, значення паразитів у природних біосистемах і практичній діяльності людини.
За об'єктами паразитування розрізняють такі розділи паразитології:
- медичну,
- ветеринарну
- агрономічну.

Загальнотеоретичну базу паразитології становить загальна паразитологія, проблеми якої і є змістом спеціальності 03.00.18.
Основне завдання паразитології — опрацювання теоретичної бази біологічних й інтегрованих методів боротьби з паразитами людини, тварин, рослин та розв'язання низки біологічних проблем — шляхів коеволюції та філогенії.

## Напрямки досліджень
Основні напрямки досліджень:
- Морфологія і систематика паразитів.
- Паразитофауна.
- Життєві цикли й онтогенез паразитів.
- Популяційна паразитологія.
- Вплив чинників біогенної й абіогенної природи на паразитофауну.
- Паразитоценологія.
- Еволюція паразитів та їх філогенія.
- Роль фізіолого-біохімічних процесів у взаємодії паразит-хазяїн.
- Взаємовідносини в системі паразит-хазяїн.
- Розроблення методів діагностики паразитарних систем.
- Розроблення теоретичних основ профілактики і контролю паразитів.
- Роль паразитів у динаміці біоценозів.